# سهيل جباعي
سهيل جباعي (1970)، ممثل ومؤدي أصوات سوري 

## عن حياته
حاصل على إجازة في الفنون المسرحية عضو في نقابة الفنانين منذ عام 1987 من أعماله : * في المسـرح: "الأمير الفقير - القط أبو جزمة - سفر برلك - ليالي شهريار - سرير ديزدمونه - تراماوي الرغبة - يقظة الربيع - حكاية الشتاء - جزيرة الماعز". في التلفزيون : أخوة التراب - تل الرماد - تاج من شوك - بقايا صور - الأيام المتمردة - رقصة الحباري - الطويبي - الكف والمخرز - الثريا والثرى - صقر الجبل - حكاية امرأة - ضمير يحترق - رحلة العطش - شيمة - دموع الأصايل - العائد * في الإذاعـــة: "شخصيات روائية - ظواهر مدهشة - والعديد من الأعمال الأخرى .

## من  أعماله

### المسلسلات
- ملوك الطوائف
- بواب الريح
- حلاوة الروح
- الحسن والحسين في دور عبيد الله بن زياد
- عطر النار
- فرح العمدة
- العقاب
- عمر بن الخطاب في دور سعد بن أبي وقاص
- الإمام في دور يحيى بن معين
- بقعة ضوء الجزء الثالث عشر
- تحت سماء الوطن
- القعقاع بن عمرو التميمي في دور أبو عبيدة بن الجراح
- بلقيس
- هيا تجوزنا
- عودة أبو تايه
- النقمة المزدوجة
- الاجتياح
- عنترة في دور الشنفرى الأزدي
- كحل العيون
- حسيبة
- المرابطون والأندلس في دور أبو بكر بن عمر اللمتوني
- الطريق الوعر
- الحجاج في دور مصعب بن الزبير
- آخر أيام اليمامة
- أبو الطيب المتنبي في دور الهاشمي
- هولاكو
- عمر الخيام في دور ملكشاه
- أبو جعفر المنصور في دور إبراهيم بن محمد
- الخصال الثلاثة
- أخوة التراب
- سيف بن ذي يزن
- شيمة
- تل الرماد
- الطويبي
- تاج من شوك
- رقصة الحبارى
- بقايا صور
- صلاح الدين الأيوبي
- الطارق في دور ماتيا
- الشمس تشرق من جديد
- عياش
- فتح الأندلس
- تاج|مسلسل تاج*

### الأفلام
- عمر
- الأمانة

## روابط خارجية
- سهيل جباعي على موقع قاعدة بيانات الأفلام العربية